# Marcelo Bordon
Pour les articles homonymes, voir Bordon.
Marcelo José Bordon, plus connu sous le nom de Marcelo Bordon est un footballeur brésilien né le 7 janvier 1976 à Ribeirão Preto. Il joue au poste de défenseur central, actuellement au Al Rayyan Club.

## Carrière de joueur
Marcelo José Bordon est un défenseur brésilien de football. Depuis 1999 en Europe après avoir fait ses gammes au São Paulo, il joua pour le club allemand de football FC Schalke 04, qu'il rejoignit en 2004 pour un montant de 2.6 millions d'euros, en provenance du VfB Stuttgart.
Là, il forma une défense centrale formidable aux côtés de Mladen Krstajic et où il fut un titulaire indiscutable grâce à son jeu aérien et son caractère de meneur. Il fut d'ailleurs le capitaine de l'équipe lors de la saison de 2006/2007.
Bien que n'étant pas un habitué de la sélection nationale brésilienne, il fit partie de l'équipe qui remporta la Copa América en 2004.

## Palmarès
Il compte une sélection en équipe nationale du Brésil, en 2004, contre la Hongrie.
- Sélection brésilienne
  - Vainqueur de la Copa América en 2004